# Willy Huber
Willy Huber (* 17. Dezember 1913 in Zürich; † August 1998 in Küsnacht) war ein Schweizer Fussballtorhüter, der als Aktiver mit dem Grasshopper Club Zürich vier Meistertitel und sieben Cup-Siege errungen hat und mit den „Rotjacken“ der „Nati“ an der Fussball-Weltmeisterschaft 1938 in Frankreich teilgenommen hat.

## Laufbahn

### Vereine
Über die Stationen FC La Sarraz und FC Blue Stars Zürich hatte den jungen Torhüter Willy Huber der Weg zu den Blau-Weissen vom Hardturmstadion, zum Traditionsverein GC Zürich geführt. Mit 19 Jahren – am 19. November 1933 – debütierte das Talent in der Schweizer Fussballnationalmannschaft, mit 20 Jahren – Finale am 2. April 1934 – gewann er durch einen 2:0-Erfolg mit GC gegen Servette Genf den ersten Schweizer Cup. Die konsequente und langfristig angelegte Trainerarbeit von Karl Rappan zahlte sich bei den „Hoppers“ ab der Runde 1936/37 durch den Double-Erfolg in Meisterschaft und Cup erstmals in aller Deutlichkeit aus. Mit Torhüter Willy Huber errang Rappan in den folgenden Jahren 1938, 1940 bis 1943 noch jeweils den Cup und zusätzlich in den Jahren 1939, 1942 und 1943 weitere Meistertitel. In 26 Nationalligaspielen 1941/42 erhielt die GC-Abwehr mit "Goali" Huber lediglich 23 Gegentore. Die Meisterschaft, bedingt durch Punktgleichheit in der Nationalliga mit dem FC Grenchen, wurde erst nach zwei Entscheidungsspielen für GC entschieden. Im Meisterjahr 1943 wurde der Titelgewinn mit dem Torverhältnis von 91:22 Toren in 26 Spielen errungen. Huber feierte nach 1937 auch noch 1941 und 1942 den Doublegewinn. Mannschaftskameraden die diese Erfolgsära mitbegründeten waren die GC-Spieler Severino Minelli, Max Weiler, Sirio Vernati, Oskar Rohr, André Abegglen, Hermann Springer, Alfred Bickel, Max Abegglen, Lauro Amadò und Hans-Peter Friedländer.
Beim Lokalrivalen FC Zürich beendete er seine Spielerlaufbahn.

### Nationalmannschaft, 1933 bis 1942
Das Debüt des GC-Keepers am 19. November 1933 in der „Nati“ fiel in die Ära des herausragenden Torhüters Frank Séchehaye. Huber wurde zwar bei der 0:2-Niederlage in Zürich gegen Deutschland eine überragende Torhüterleistung zugeschrieben – mit seinen Paraden verhinderte er in den ersten 45 Minuten eine deutsche Führung – aber an der Stellung der damaligen Nummer eins in der „Nati“, war nichts zu ändern. Das junge „Hoppers“-Talent wurde mit Renato Bizzozzero vom FC Lugano als Ersatz mit zur Fussball-Weltmeisterschaft 1934 nach Italien genommen. Beide kamen aber beim WM-Turnier nicht zum Einsatz, da Frank Sechehaye in beiden WM-Spielen gegen die Niederlande und Tschechoslowakei das Tor der Eidgenossen hütete. Nach der WM 1934 musste Sechehaye aufgrund einer Knieverletzung zwar nach seinem 37. Länderspiel am 10. November 1935 seine Karriere beenden, aber Willy Huber von GC wurde nicht sein unmittelbarer Nachfolger in der „Nati“. Die Torhüterkollegen Bizzozzero und Gustav Schlegel von Young Boys Bern wechselten sich bis in das Jahr 1937 im Gehäuse des Nationalteams ab. Als sein GC-Vereinstrainer Karl Rappan mit dem Länderspiel am 19. September 1937 in Wien gegen Österreich auch zusätzlich die sportliche Leitung bei den „Rotjacken“ übernahm, feierte Willy Huber nach vierjähriger Pause sein Comeback in der Nationalmannschaft. Rappan vertraute dabei auf einen GC-Block – Huber, Minelli, W. Weiler, Springer, Vernati, Bickel, Rupf –, drei Spieler von Servette Genf – Lörtscher, Walaschek, G. Aeby – und Paul Aebi von Young Boys Bern. Neben der Blockbildung führte Rappan auch den „Schweizer Riegel“ als Defensivsystem in der Länderelf ein. Mit Torhüter Huber erreichten die Schweizer am 6. Februar 1938 in Köln vor 78.000 Zuschauern ein 1:1-Remis, trotz ständigem Druck der deutschen Mannschaft in der zweiten Halbzeit mit 7:0 Ecken. Jetzt war der GC-Keeper die Nummer eins im Tor und da Rappan mit Lauro Amado und Andre Abegglen auch noch zwei weitere Offensivkräfte in die Stammformation neben Alfred Bickel, Eugène Walaschek und Georges Aeby eingefügt hatte, konnte die WM-Teilnahme 1938 in Frankreich als realistisches Ziel angesteuert werden.

Mit einem 2:1-Erfolg am 1. Mai 1938 in Mailand gegen Portugal qualifizierte sich die „Nati“ für die Weltmeisterschaft in Frankreich. Huber absolvierte dabei sein siebtes Länderspiel. Vierzehn Tage vor dem ersten WM-Spiel, am 21. Mai in Zürich, gelang den Eidgenossen mit einem weiteren 2:1-Sieg, eine imponierende Leistung. Nach Toren von Georges Aeby und Andre Abegglen wurde der grosse Favorit England in die Knie gezwungen. Am 4. Juni erkämpfte sich die Mannschaft um „Goali“ Huber in Paris gegen Deutschland ein 1:1-Remis nach Verlängerung. Die Eidgenossen entschieden das Wiederholungsspiel am 9. Juni mit 4:2 Toren nach einem 0:2-Rückstand für sich und „Grossdeutschland“ war damit aus dem Rennen. Ohne die verletzten Minelli und Aeby schied die Rappan-Elf drei Tage später, 12. Juni, gegen die frischeren Ungarn – deren Achtelfinalspiel hatte am 5. Juni gegen Niederländisch-Indien stattgefunden – durch eine 0:2-Niederlage aus dem Turnier aus. In der Fachpresse wurden als beste Keeper des Turnieres sechs Namen genannt: Olivieri (Italien), Planicka (Tschechoslowakei), Raftl (Deutschland), Walter (Brasilien), Huber (Schweiz) und Szabo (Ungarn). Huber wird ferner zugeschrieben, dass er mit seinen beiden Verteidigern die wahrscheinlich stärkste Hintermannschaft dieser WM gebildet hätte. Beat Jung führt dazu in seinem Buch über die „Nati“ aus:

„Nach den Erfolgen der Rotjacken gegen England und ‚Grossdeutschland’ war das System, dem der ‚Sport’-Redaktor Edwin Kleiner den populären Namen verpasst hatte, plötzlich in aller Munde. Der „Riegel“ wurde für die Nati, was das ‚Reduit’ für die Armee darstellte: ein mythisch überhöhtes Symbol schweizerischen Selbstbehauptungswillens. […] Entsprechend gross war die Verehrung der aus dem Torhüter und den beiden Innenverteidigern bestehenden Riegelabwehrtrios der Nationalmannschaft, die einen eigentlichen Heldenstatus genossen. Über das populärste Trio, das 1938 massgeblichen Anteil am Erfolg gegen Deutschland hatte, schrieb der ‚Sport’ noch nach einem Vierteljahrhundert: ‚Huber, Minelli, Lehmann, dieses Dreigestirn ist noch heute ein Begriff, Synonym für Bollwerk, Wucht, Härte und glänzendes Zusammenspiel’ (27. November 1963)“

 Da mit Erwin Ballabio bereits am 12. Februar 1939 ein neuer Torhüterstern in der Nationalmannschaft Helvetiens debütierte, endete die Laufbahn von Willy Huber in der Ländermannschaft mit dem Spiel am 1. November 1942 in Budapest gegen Ungarn. Von 1933 bis 1942 hat er 16 Länderspiele absolviert.